# Lampar Baru Talang Padang
Lampar Baru Talang Padang is een bestuurslaag in het regentschap Empat Lawang van de provincie Zuid-Sumatra, Indonesië. Lampar Baru Talang Padang telt 2008 inwoners (volkstelling 2010).